# Burza (Antverpy)
Burza (niz. Handelsbeurs, fr. Chambre de Commerce) v centru belgického města Antverpy byla poprvé otevřena již roku 1531, a je tak nejstarší finanční burzou na světě. Obchodovalo se zde zejména se směnkami, dluhopisy a komoditami. Od roku 1997 se zdejší obchodování přesunulo do Bruselu. Historická budova tak zůstala bez využití a podléhá chátrání.

## Historie

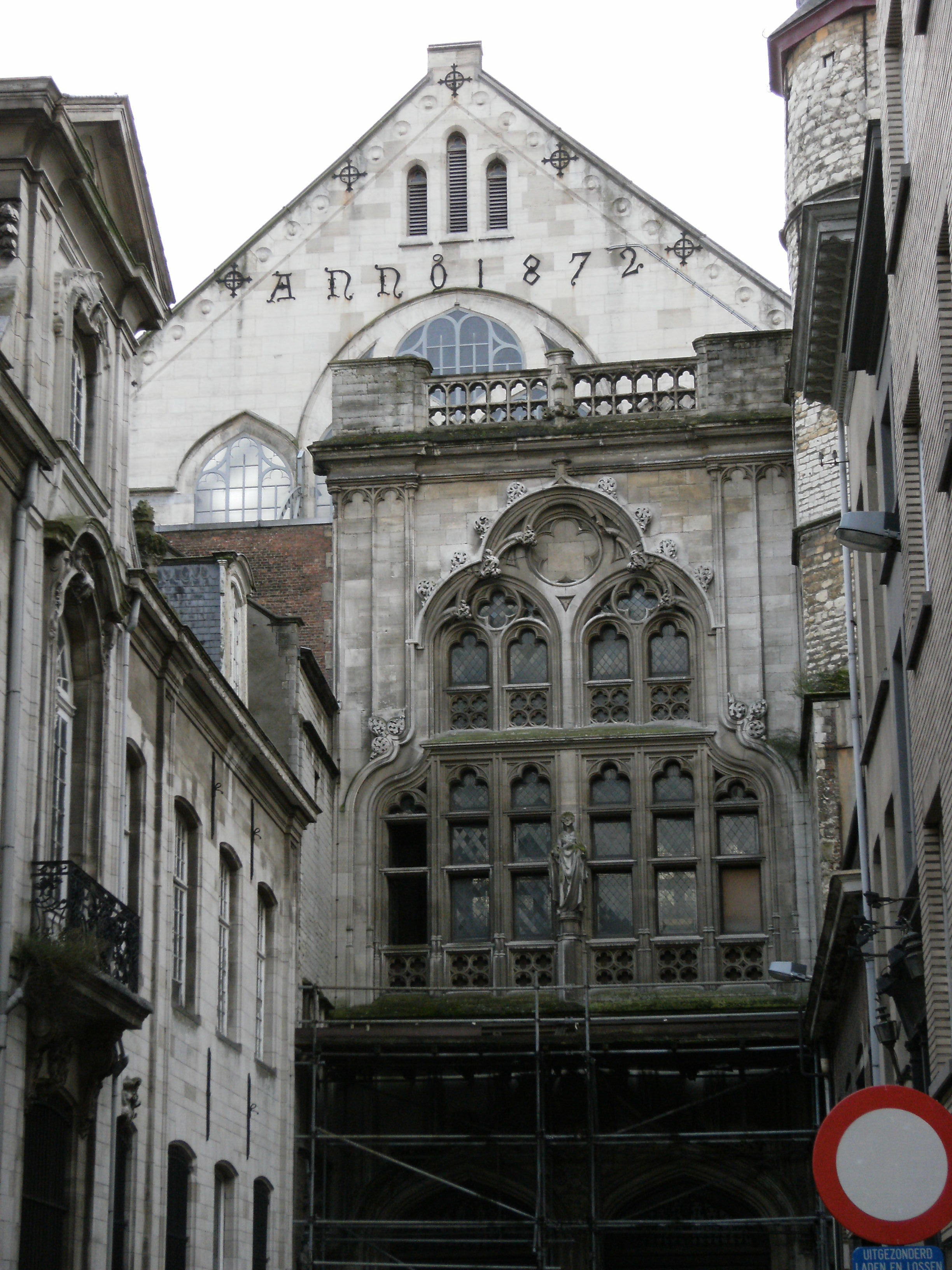
Burza v Antverpách, 2010

Nejstarší budova burzy byla vystavěna v pozdně-gotickém slohu na čtvercovém půdorysu. Stavbou ohraničený dvůr neměl střechu, krytá byla pouze vnitřní kolonáda. Vzhledem antverpské burzy se inspiroval anglický finančník Thomas Gresham, který podle jejího vzoru nechal vystavět Královskou burzu v Londýně, otevřenou roku 1565.
V roce 1583 burza v Antverpách vyhořela a byla znovu postavena podle původních plánů.
Roku 1853 byl vnitřní prostor zastřešen; autorem projektu byl Charles Marcellis. O pět let později však budova vyhořela znovu. Autorem nové stavby, dokončené roku 1872, se stal architekt Joseph Schadde. Novogotický sloh se v ní mísí s využitím na svou dobu revolučních novinek, např. kovových konstrukcí v interiéru.
Burza byla využívána do roku 1997, kdy její funkce převzala burza v Bruselu. Budova od té doby zůstala prázdná a chátrá, rozpadá se její strop, pokrytý erby. Objevily se plány její přestavby na restauraci nebo pětihvězdičkový hotel, kvůli potížím s financováním se však nerealizovaly.